# آنتونی جانسون
آنتونی جانسون (انگلیسی: Anthony Johnson؛ زادهٔ ۶ مارس ۱۹۸۴ – درگذشتهٔ ۱۳ نوامبر ۲۰۲۲) ورزشکار هنرهای رزمی ترکیبی اهل ایالات متحده آمریکا بود.
از فیلم‌ها یا برنامه‌های تلویزیونی که وی در آن نقش داشته‌است می‌توان به مبارز اشاره کرد. وی در تاریخ ۱۳ نوامبر ۲۰۲۲ درگذشت.